# Artur Rozalski
Artur Rozalski (ur. 20 marca 1978 w Toruniu) – polski wioślarz, olimpijczyk z Sydney 2000, Aten 2004.

## Kariera sportowa
Zawodnik kolejno: Budowlanych Toruń, AZS UMK Toruń i AZS AWF Gdańsk.
Pierwszy swój sukces na arenie międzynarodowej odniósł w roku 1996 w mistrzostwach świata juniorów zdobywając brązowy medal w czwórce ze sternikiem.
Mistrz Polski w:
- w konkurencji czwórek bez sternika w latach 2000, 2002-2003, 2004[1], 2005[2]
- w konkurencji ósemek w roku 2004[1]

Uczestnik mistrzostw świata w latach:
- 1999 wystartował w czwórce bez sternika zajmując 10. miejsce
- 2001 zajął. 12. miejsce w ósemce
- 2002 zajął 8. miejsce w czwórce bez sternika

Akademicki wicemistrz świata z roku 1998 w ósemce.
Na igrzyskach olimpijskich w roku 2000 wystąpił w czwórce bez sternika zajmując 13. miejsce, a w roku 2004 zajął 6. miejsce.